# تيري أنتونيس
إيليفثيريوس تيري أنتونيس (بالإنجليزية: Eleftherios "Terry" Antonis)‏ وهو لاعب كرة قدم أسترالي من أصل يوناني في مركز الوسط ولد في يوم 26 نوفمبر 1993 في بانكستاون في أستراليا، يلعب حالياً مع نادي سيدني إف سي ولعب مع منتخب أستراليا لكرة القدم ويبلغ طوله 178 سم.

## روابط خارجية
- تيري أنتونيس على موقع الاتحاد الدولي (مؤرشف)  (الإنجليزية)
- تيري أنتونيس على موقع الاتحاد الأوربي (الإنجليزية)
- تيري أنتونيس على موقع دوري كوريا الجنوبية (الإنجليزية)
- تيري أنتونيس على موقع قاعدة بيانات كرة القدم.إي يو (الإنجليزية)
- تيري أنتونيس على موقع ناشيونال فوتبول تيمز (الإنجليزية)
- تيري أنتونيس على موقع Soccerway.com (الإنجليزية)
- تيري أنتونيس على موقع عالم كرة القدم.نت (الإنجليزية)
- تيري أنتونيس على موقع AS.com (الإسبانية)